# Episodi di Batman of the Future (prima stagione)
La prima stagione della serie animata Batman of the Future (Batman Beyond), composta da 13 episodi, è stata trasmessa sul canale statunitense Kids' WB dal 10 gennaio al 22 maggio 1999.
| n° | Titolo italiano              | Titolo originale   | Prima TV USA     | Prima TV Italia |
| -- | ---------------------------- | ------------------ | ---------------- | --------------- |
| 1  | Rinascita (prima parte)      | Rebirth: Part 1    | 10 gennaio 1999  | 24 marzo 2002   |
| 2  | Rinascita (seconda parte)    | Rebirth: Part 2    | 10 gennaio 1999  | 31 marzo 2002   |
| 3  | Un nemico nell'ombra         | Black Out          | 30 gennaio 1999  | 7 aprile 2002   |
| 4  | Il robot                     | Golem              | 6 febbraio 1999  | 14 aprile 2002  |
| 5  | Il ritorno del dottor Freddo | Meltdown           | 13 febbraio 1999 | 21 aprile 2002  |
| 6  | Eroi per un giorno           | Heroes             | 20 febbraio 1999 | 28 aprile 2002  |
| 7  | Il potere del suono          | Shriek             | 13 marzo 1999    | 5 aprile 2002   |
| 8  | Carte da gioco e insidie     | Dead Man's Hand    | 20 marzo 1999    | 12 aprile 2002  |
| 9  | Voglia di vincere            | The Winning Edge   | 10 aprile 1999   | 19 aprile 2002  |
| 10 | La paura è dietro l'angolo   | Spellbound         | 1º maggio 1999   | 26 aprile 2002  |
| 11 | Fuga dal gelo                | Disappearing Inque | 8 maggio 1999    | 2 giugno 2002   |
| 12 | All'ultimo secondo           | A Touch of Curaré  | 15 maggio 1999   | 9 giugno 2002   |
| 13 | Di padre in figlio           | Ascension          | 22 maggio 1999   | 16 giugno 2002  |

## Rinascita (prima parte)
- Titolo originale: Rebirth: Part 1
- Diretto da: Curt Geda
- Scritto da: Alan Burnett, Paul Dini

### Trama
In un hangar appena fuori Gotham City, un gruppo di rapitori osserva una notizia sul tentativo fallito di Derek Powers di assumere la Wayne Enterprises. Il notiziario afferma inoltre che i sequestratori non hanno liberato il loro ostaggio Bunny Vreeland nonostante sia stato pagato il riscatto. Fortunatamente per lei Batman, che indossa una nuova tuta ipetecnologica, arriva in suo soccorso riuscendo a fermare la maggior parte dei rapitori. Tuttavia, proprio mentre sta per salvare Bunny, viene colpito da forti dolori al petto che consentono ad uno dei rapitori di approfittarne e di attaccarlo mentre Batman è in terra. Senza alcuna possibilità di difendersi, il Cavaliere Oscuro recupera una pistola di uno dei rapitori e la punta contro il malvivente che, implorando di non essere ucciso, fugge via prima di essere fermato dalla polizia. Batman esce a fatica dall'hangar e guarda con orrore la pistola che aveva in mano con il quale stava minacciando di morte il criminale. Vergognatosi del suo comportamento per aver impugnato un'arma che aveva giurato di non usare mai, decide di fuggire. Tornato alla Batcaverna, ripone il costume in una teca accanto ai costumi degli altri supereroi con cui ha combattuto il crimine e al suo costume originale. Riconoscendo di essere diventato troppo vecchio per la lotta contro la criminalità, decide di abbandonare per sempre l'identità di Batman.
Vent'anni dopo Derek Powers è riuscito a prendere il controllo della Wayne Enterprises, che è stata rinominata Wayne-Powers, e sta aumentando il suo potere e la sua ricchezza. Warren McGinnis, padre dell'adolescente Terry McGinnis, e impiegato alla Wayne-Powers, incontra il collega Harry Tully che presenta diverse macchie scure sulla sua pelle. Tully dà a Warren un disco prima di essere portato via dal signor Fixx, un uomo che lavora per Powers. Tornato a casa, Warren esamina i dati sul disco e rimane sconvolto da quello che scopre. Intanto Terry, dopo aver litigato con il padre, va in una discoteca dove incontra la fidanzata Dana Tan. In quel momento però subentrano un gruppo di clown conosciuti come i Jokers (una banda street punk innamorati dell'originale clown principe del crimine) che cercano di rapire Dana ma Terry, dopo averla salvata, è costretto a fuggire in moto inseguito dalla banda. Dopo un lungo inseguimento, Terry arriva di fronte al cancello di una villa ma cade dalla moto cercando di non investire un vecchio. I Jokers lo raggiungono e proprio allora il vecchio si rivela essere Bruce Wayne, che affronta insieme a Terry i criminali in modo da intimarli a fuggire. Una volta andati via, Bruce ha un dolore al cuore e chiede a Terry di portarlo a casa in modo da fargli prendere la medicina. Una volta in casa, Bruce si addormenta e allora Terry, mentre cerca di chiamare suo padre per farsi venire a prendere, nota in pipistrello intrappolato in un orologio a pendolo e lo libera, facendo scattare inavvertitamente il passaggio segreto della Batcaverna. Con grande stupore scopre quindi il segreto di Bruce, che però lo colpisce alle spalle e gli ordina di andarsene. Tornato a casa, Terry trova ad aspettarlo fuori dalla casa la polizia insieme alla madre. Il ragazzo viene a conoscenza che il padre è stato ucciso e che i responsabili sembrano essere i Jokers. Dopo il funerale, un addolorato Terry, trasferitosi a casa della madre divorziata da tempo con Warren, si rammarica per non aver aiutato il padre e per aver litigato con lui. Cercando quindi tra le cose che gli appartenevano, Terry scopre un disco e, dopo averne esaminato i dati, comincia a sospettare che dietro l'assassinio del padre potrebbe esserci Derek Powers. Terry va allora a Villa Wayne, chiedendo a Bruce di farlo entrare per avere spiegazioni su cosa sia successo al padre. Bruce, dopo averlo ignorato, decide quindi di farlo entrare.

## Rinascita (seconda parte)
- Titolo originale: Rebirth: Part 2
- Diretto da: Curt Geda
- Scritto da: Stan Berkowitz, Alan Burnett

### Trama
Bruce riesamina i dati sul disco e scopre che la Wayne-Powers sta creando un gas nervino che può distruggere completamente le cellule sane e quindi chiede quindi a Terry di portare le prove al commissario Barbara Gordon. Il ragazzo vuole però che Bruce faccia qualcosa e rivesta i suoi vecchi panni, ma questo rifiuta dicendo che lui non è più Batman, così Terry se ne va. Più tardi, il ministro del commercio Vilmos Egans arriva a Gotham accolto da Derek Powers. A Villa Wayne Bruce guarda quest'incontro in televisione, quando nota che il suo cane Asso è stato legato. Bruce lo libera e il cane lo porta alla Batcaverna, dove scopre che il costume di Batman è stato rubato. Terry, con indosso la tuta, arriva alla Wayne-Powers e intercetta una conversazione tra Powers e Egans. Come prova della letalità del gas, Powers mostra ad Egans l'effetto che ha sulle piante, poi su un vitello e poi gli mostra delle fotografie di Tully dopo il suo incidente. Egans è impressionato e Powers gli assicura che il gas sarà messo in commercio quella stessa notte. Dopo che Egans si allontana, Powers si chiede se Terry sia ancora vivo e Fixx gli dice di non preoccuparsi, rivelando che è stato lui ad uccidere Warren. Le guardie di sicurezza scoprono Terry intento ad origliare e attaccano; con l'aiuto del costume tecnologico, Terry è in grado di fuggire con facilità, ma riceve una chiamata da Bruce, che rivuole indietro il suo costume ma Terry rifiuta. Arrabbiato, Bruce attiva un interruttore che blocca le funzionalità del vestito, paralizzando Terry. Una volta scoperto che non riesce più a combattere, le guardie di Powers lo attaccano e gli puntano contro una pistola. A quel punto Bruce si impietosisce e riattiva il vestito di Terry, che riesce quindi a sfuggire alle guardie. Bruce indica a Terry una via di fuga che aveva costruito nell'edificio, permettendogli di allontanarsi dalle guardie per riportargli indietro il costume altrimenti lo avrebbe spento definitivamente. A questo punto Terry implora Bruce ricordandogli la morte dei suoi genitori e affermando che questa è la sola possibilità che ha di prendere l'assassino di suo padre. Bruce quindi lascia libero Terry che arriva al punto in cui Fixx sta sorvegliando il gas. Su ordine di Powers, Fixx entra nell'hovercraft mentre Powers rimane dietro per affrontare Terry, che gli lancia contro una bomboletta di gas contro cui questo spara senza pensare, esponendosi quindi al gas. Imbarcando sull'hovercraft, Terry affronta Fixx e riesce a fermarlo mentre il velivolo cade nell'oceano, affondando insieme il suo carico e Fixx. Quella mattina, la madre di Terry lo sveglia e gli dice che Bruce è lì per vederlo. Bruce offre a Terry un lavoro come assistente part-time, che accetta, sapendo che ciò che gli sta offrendo Bruce è di diventare il nuovo Batman. Intanto alla Wayne-Powers, Derek Powers è esposto a radiazioni intense per eliminare il gas. La radiazione riuscirà a salvare la sua vita, tuttavia la radioterapia, combinata con le proprietà mutagene del gas, ha radicalmente alterato il corpo di Powers facendolo apparire come uno corpo scheletrico verde brillante, trasformandolo così nel supercriminale Blight.

## Un nemico nell'ombra
- Titolo originale: Black Out
- Diretto da: Dan Riba
- Scritto da: Robert Goodman

### Trama
Un camion viaggia verso un edificio di proprietà della Foxteca, quando all'improvviso una strana macchia nera presto scivola fuori dalle ombre e s'intrufola nella sala di controllo principale, provocando diverse esplosioni in tutto l'edificio. Quella mattina, Bruce incontra Derek Powers e gli dice che non è lì per prendere il pieno controllo della Wayne-Powers, ma mette in guardia Powers di stare lontano dalla Foxteca, un'impresa di proprietà di Lucius Fox Jr. Dopo che Bruce se ne va China, la massa informe che aveva attaccato la Foxteca, si rivela a Powers il quale la rassicura dicendo che Wayne non sospetterà nulla poiché è solo un vecchio. La notte dopo China sta penetrando in un altro edificio di Foxteca, quando entra in azione anche Batman. Intanto Bruce è occupato ad analizzare un campione di China e spiega a Terry che la Foxteca e Wayne-Powers hanno presentato offerte concorrenti per costruire una nuova stazione lunare per il governo. Batman entra per indagare e China lo attacca, prima di riuscire a fuggire. Di ritorno alla Batcaverna, Bruce spiega a Terry che China è il risultato di un esperimento mutagenico e ora lavora come sabotatore industriale. Il Batman del futuro rintraccia China al porto di Gotham; i due si affrontano nuovamente e lei ne esce ancora vittoriosa dimostrarsi più forte anche se Batman riesce a scoprire che lei non può entrare in contatto con l'acqua. Il giorno dopo China incontra Powers al quale spiega che Batman sta impedendo il sabotaggio della Foxteca. Una volta appreso questa notizia, Powers si arrabbia e ordina a China di uccidere sia Batman che il suo complice. Quella notte, mentre Batman indaga su un altro edificio sabotato, China riesce a penetrare non vista nella Batmobile, tornando con Terry nella Batcaverna. Una volta lì, China esce dal suo nascondiglio e attacca, sbattendolo sul pavimento e sul soffitto della grotta. Tuttavia, Bruce la attacca con una manichetta antincendio per cercare di stordirla, prima che Batman la congeli con la pistola congelante di Mister Freeze distruggendola in mille pezzi. Più tardi, il commissario Barbara Gordon riceve una chiamata da Bruce e i due parlano del nuovo Batman che si aggira in città, fin quando non guarda fuori dalla finestra e vede i pezzi di China che le ha lasciato Batman, intrappolati nel ghiaccio.

## Il robot
- Titolo originale: Golem
- Diretto da: Butch Lukic
- Scritto da: Hilary J. Bader

### Trama
Willie Watt, un nerd del liceo deriso da tutti, ruba un robot di costruzione di suo padre per spaventare il capo dei bulli, Nelson Nash. Quando poi Batman cerca di fermare il robot, esso diventa legato a Willie mentalmente, donandogli più potere di quanto ha sempre sognato di avere.

## Il ritorno del dottor Freddo
- Titolo originale: Meltdown
- Diretto da: Curt Geda
- Scritto da: Hilary J. Bader, Alan Burnett

### Trama
Alla ricerca di una cura per la sua mutazione radioattiva, Derek Powers prova una procedura sperimentale per creare un nuovo corpo clonato in cui trasferire la sua mente. Il suo soggetto per l'esperimento è nientemeno che Mister Freeze, ancora vivo dopo quarant'anni. La sua testa viene così trasferita in un nuovo corpo organico, e il rinato Victor Fries giura di espiare tutte le azioni malvagie del suo passato criminale; ma il dottore in realtà non è cambiato?

## Eroi per un giorno
- Titolo originale: Heroes
- Diretto da: Butch Lukic
- Scritto da: Rich Fogel

### Trama
Il formidabile Trio, un gruppo di scienziati divenuti supereroi dopo aver acquisito poteri in un esperimento andato male, si fanno strada a Gotham City e diventano gli idoli mediatici del futuro. Magma, Freon e l'Uomo 2-D scoprono però che l'incidente che ha dato loro i poteri non è stato esattamente un incidente.

## Il potere del suono
- Titolo originale: Shriek
- Diretto da: Curt Geda
- Scritto da: Stan Berkowitz

### Trama
Derek Powers ingaggia Shriek, un ex ingegnere del suono, diventato un supercriminale, come parte di uno schema elaborato per tenere Bruce Wayne fuori dagli affari della Wayne Powers e prendere il completo controllo dell'azienda. Tocca a Batman (Terry) investigare su questo nuovo mostro.

## Carte da gioco e insidie
- Titolo originale: Dead Man's Hand
- Diretto da: Dan Riba
- Scritto da: Stan Berkowitz

### Trama
Terry viene mollato dalla sua fidanzata, Dana, e deve fare i conti con un gruppo di vecchi nemici di Batman (Bruce Wayne), la Gang della Scala Reale, una famiglia criminale travestita da carta da gioco. Terry è molto stressato, fin quando non incontra una ragazza di nome Melanie che sembra condividere i suoi problemi.

## Voglia di vincere
- Titolo originale: The Winning Edge
- Diretto da: Yukio Suzuki
- Scritto da: Rich Fogel

### Trama
Terry scopre che gli atleti della sua scuola fanno uso di steroidi illegali per vincere le partite, e Bruce Wayne sospetta che uno dei suoi vecchi nemici, Bane, possa essere coinvolto nel traffico di sostanze stupefacenti illegali. Batman indaga, ma scopre che Bane è ormai un relitto umano a causa dell'assunzione prolungata di sostanze chimiche nel suo corpo.

## La paura è dietro l'angolo
- Titolo originale: Spellbound
- Diretto da: Butch Lukic
- Scritto da: Robert Goodman

### Trama
Un criminale noto come Spellbinder utilizza una particolare tecnologia ipnotica per orchestrare una serie di rapine, trasformando le sue vittime in suoi complici inconsapevoli. Terry scopre che dietro la maschera si nasconde lo psicanalista della sua scuola.

## Fuga dal gelo
- Titolo originale: Disappearing Inque
- Diretto da: Curt Geda
- Scritto da: Stan Berkowitz

### Trama
China viene liberata da un lavoratore malato d'amore, presso lo stabilimento di criogenia dove era detenuta. Intrappolata nella sua forma mutata, China cerca di raggiungere le sostanze chimiche che le permettono di ritrovare ancora una volta la sua forma umana e vendicarsi di Batman e del "misterioso vecchio" che lo aiuta.

## All'ultimo secondo
- Titolo originale: A Touch of Curaré
- Diretto da: Dan Riba
- Scritto da: Hilary J. Bader

### Trama
Una misteriosa e letale assassina denominata Curaro viene inviata ad uccidere Sam Young, marito del Commissario Barbara Gordon (ex Batgirl). I tentativi di Batman di proteggere Sam, portano conflitti con Barbara e alcune sorprendenti rivelazioni sul passato.

## Di padre in figlio
- Titolo originale: Ascension
- Diretto da: Yukio Suzuki
- Scritto da: Robert Goodman

### Trama
Derek Powers continua la sua mutazione in Blight, distruggendo lentamente quello che era rimasto della sua vita normale, e chiede aiuto a suo figlio affinché prenda il suo posto a capo della Wayne-Powers. Paxton Powers sembra inizialmente disposto ad aiutare Batman per riportare suo padre alla normalità, ma lo sta solo ingannando per poter eliminare Blight.